# Delftse donderslag
De Delftse donderslag was een ramp die plaatsvond op 12 oktober 1654. Om kwart over tien in de ochtend ontplofte op die dag een in het noordoosten van de Delftse binnenstad gevestigde opslagplaats voor buskruit. Historici gaan ervan uit dat bij de ramp minstens honderd doden vielen en ook een dodental van 'enige honderden' wordt niet uitgesloten. Het precieze aantal mensen dat bij de ramp is omgekomen, is echter nooit vastgesteld. Nagenoeg elk gebouw in de binnenstad liep schade op en het gebied ten oosten van de Verwersdijk werd volledig met de grond gelijk gemaakt.

## Plaats
Het kruithuis waar de ramp ontstond, was sinds 1637 gevestigd op het terrein van het voormalige Sint-Claraklooster, een clarissenklooster aan het einde van de Geerweg. Onder de weinigen die van het bestaan van de, grotendeels ondergronds gelegen, opslag op de hoogte waren, stond deze bekend als het Secreet van Holland (oftewel: het Geheim van Holland). In de jaren sinds de vestiging van dit Secreet had de lakenindustrie in de omgeving van het terrein plaatsgemaakt voor woningbouw, voornamelijk opgetrokken rond de verlengde Doelenstraat. Onder de bewoners van deze straat vielen dan ook de meeste doden, onder wie de schilder Carel Fabritius, wiens atelier in de Doelenstraat gevestigd was.

## Oorzaak
Over de oorzaak van de ramp is officieel niet meer bekend dan dat Cornelis Soetens, de beheerder van het kruithuis, de opslagruimte was ingegaan om een monster buskruit te halen. Het verhaal gaat echter dat er enkele vonken van zijn brandende lantaarn zijn overgeslagen op het kruit. Korte tijd later vond een reeks zware ontploffingen plaats waarvan het geluid volgens de overlevering tot op Texel te horen was. In het kruithuis lag 90.000 pond buskruit opgeslagen.

## Schade

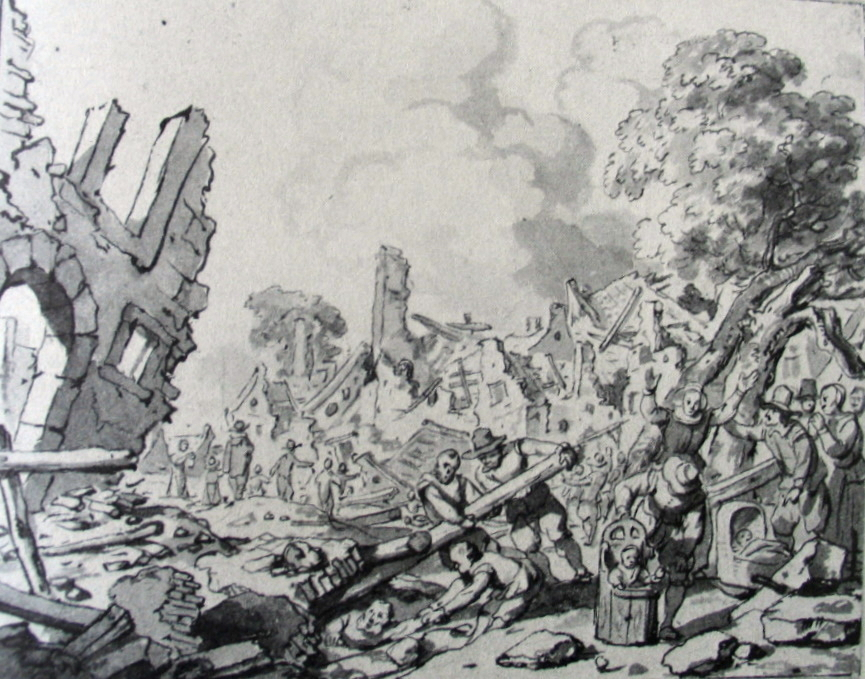
Na de explosie, tekening door Gerbrand van den Eeckhout

Bij de Delftse donderslag raakten minstens 500 huizen onherstelbaar beschadigd. De aan het kloosterterrein grenzende Schuttersdoelen – het oefenterrein voor de leden van de schutterij – werden volledig verwoest. Ook verderop gelegen gebouwen liepen zware schade op; alle glas-in-loodramen van zowel de Oude als de Nieuwe Kerk – die bij de Beeldenstorm nog gespaard waren gebleven – gingen verloren.

## Wederopbouw
Mede dankzij een collecte die in de steden van Holland voor de getroffen Delftse bevolking werd gehouden, kon snel met de wederopbouw van het terrein worden begonnen. Het totale project nam enige jaren in beslag. Op het grootste deel van het gebied werden woningen gebouwd. De plaats waar de Schuttersdoelen hadden gestaan werd vrijgehouden en heet tot op de dag van vandaag Paardenmarkt. De nieuwe Doelen werden gevestigd op de plek die tegenwoordig Doelenplein heet en op de plaats van het klooster verrees een Artillerie-magazijn.
Het nieuwe kruithuis werd ver buiten de Delftse stadsmuren gevestigd.

## Kunst

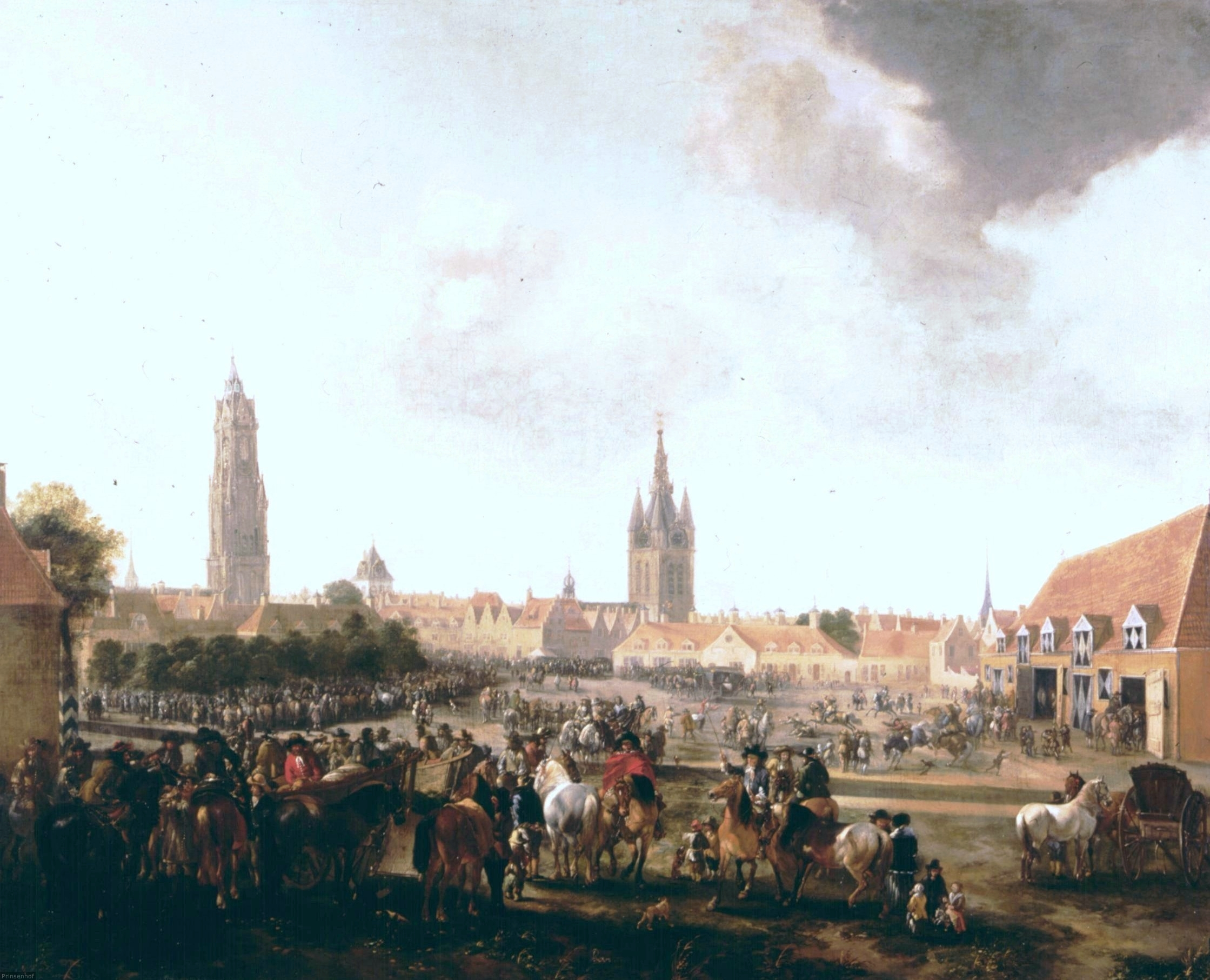
Gezicht op de Paardenmarkt te Delft (1665) door Pieter Wouwerman

De Delftse donderslag heeft in de loop der eeuwen vele kunstenaars geïnspireerd. Zo is de ramp door veel schilders tot onderwerp van een schilderij gekozen, en Vondel maakte een speciale klaagzang rond dit thema onder de titel "Op het Onweder van 's Lants Bussekruit te Delft". Ook speelt de donderslag een rol in de novelle De vrouw in de blauwe mantel (2017) van Deon Meyer en De acht poorten, het eerste deel van de Ron & Geertje Trilogie, van Ronald van Assen.

## Herdenking
Op 12 september 2004 werd de 350e verjaardag van de Delftse donderslag herdacht met een percussieconcert op de binnenplaats van het voormalige artilleriemagazijn aan de Paardenmarkt. Hoofdact was de percussieband Slagerij van Kampen. Verder werd de compositie "Delfts Kruit" van Arend Niks opgevoerd door het Delft Studenten Muziekgezelschap Krashna Musika en de slagwerkgroep van zowel het seniorenorkest als jeugdorkest van Chr. Showorkesten Excelsior Delft. (De keuze van deze datum hield verband met de Open Monumentendagen, niet met de werkelijke datum van de ramp.)